# Hans Noll
Hans Noll ist ein ehemaliger deutscher Naturbahnrodler. Der siebenfache Deutsche Meister startete für den WSV Unterammergau und zählte ab Ende der 1980er-Jahre zu den international erfolgreichsten deutschen Naturbahnrodlern im Einsitzer. Mit seinem siebten Platz bei der Weltmeisterschaft 1990 hält er bis heute das beste WM-Ergebnis eines deutschen Naturbahnrodlers im Einsitzer.

## Karriere
Nolls erste internationale Meisterschaften waren die Junioreneuropameisterschaften 1984 in Hol und 1985 in Oberperfuss, bei denen er als 28. und 20. Platzierungen im Mittelfeld bzw. hinteren Mittelfeld erzielte. Bei seinen ersten Meisterschaften in der Allgemeinen Klasse, den Europameisterschaften 1985 in Szczyrk und 1987 in Jesenice sowie der Weltmeisterschaft 1986 in Fénis blieb er mit Platzierungen jenseits der besten 30 ebenfalls hinter dem Spitzenfeld. Bei der Europameisterschaft 1989 in Garmisch-Partenkirchen gelang ihm dann mit den zehnten Platz im Einsitzer der Anschluss an die erweiterte Weltspitze. Zuvor war erst ein Deutscher bei Europameisterschaften im Einsitzer in die Top 10 gefahren, nämlich Josef Spindler im Jahr 1973. Die beste internationale Platzierung erreichte Noll ein Jahr später bei der Weltmeisterschaft 1990 in Gsies. Mit seinem siebten Rang war er der erste Deutsche, der bei Weltmeisterschaften in die Top 10 fuhr und bis heute ist diese Platzierung die beste eines deutschen Einsitzers bei Weltmeisterschaften. In den nächsten Jahren folgten mit einem 18. Platz bei der Weltmeisterschaft 1992 in Bad Goisern und jeweils einem 14. Platz bei der Europameisterschaft 1993 in Stein an der Enns sowie der Weltmeisterschaft 1994 in Gsies drei Top-20-Ergebnisse, ehe er bei seinem letzten internationalen Großereignis, der Weltmeisterschaft 1996 in Oberperfuss, als Zehnter noch einmal in die Top 10 fuhr. Im Europapokal hatte er 1991 auf seiner Heimbahn in Unterammergau den zweiten Platz erreicht.
Auf nationaler Ebene war Noll auch im Doppelsitzer erfolgreich. Neben vier deutschen Meistertiteln im Einsitzer in den Jahren 1989, 1990, 1991 und 1996 wurde er zusammen mit seinen Vereinskollegen Thomas Speer (1989) und Vitus Gansler (1991 und 1992) dreimal Deutscher Meister im Doppelsitzer. Seit 2009 ist Noll 1. Vorsitzender des WSV Unterammergau.

## Erfolge

### Weltmeisterschaften
- Fénis 1986: 38. Einsitzer
- Gsies 1990: 7. Einsitzer
- Bad Goisern 1992: 18. Einsitzer
- Gsies 1994: 14. Einsitzer
- Oberperfuss 1996: 10. Einsitzer

### Europameisterschaften
- Szczyrk 1985: 31. Einsitzer
- Jesenice 1987: 41. Einsitzer
- Garmisch-Partenkirchen 1989: 10. Einsitzer
- Stein an der Enns 1993: 14. Einsitzer

### Junioreneuropameisterschaften
- Hol 1984: 28. Einsitzer
- Oberperfuss 1985: 20. Einsitzer

### Europapokal
- 2. Platz im Einsitzer 1991

### Deutsche Meisterschaften
- 4 × Deutscher Meister im Einsitzer: 1989, 1990, 1991 und 1996
- 3 × Deutscher Meister im Doppelsitzer: 1989 (mit Thomas Speer), 1991 und 1992 (mit Vitus Gansler)